# Albert Rigeur
Albert Rigeur (Engels: Albert Runcorn) is een personage uit de Harry Potterboeken van de Britse schrijfster J.K. Rowling.
Rigeur was een hoge ambtenaar op het Ministerie van Toverkunst toen Pius Dikkers (die op dat moment werd bezeten door Voldemort) minister was. Toen Harry samen met Ron Wemel en Hermelien Griffel het ministerie binnendrong om een Gruzielement te stelen, vermomde hij zich als Rigeur, door gebruik te maken van Wisseldrank.
Rigeur heeft ervoor gezorgd dat verschillende vervalste stambomen boven water kwamen, daarmee voorkwam hij dat de Dreuzeltelgen door Voldemort uitgeschakeld zouden worden.